# Malý Lysec (Wielka Fatra)

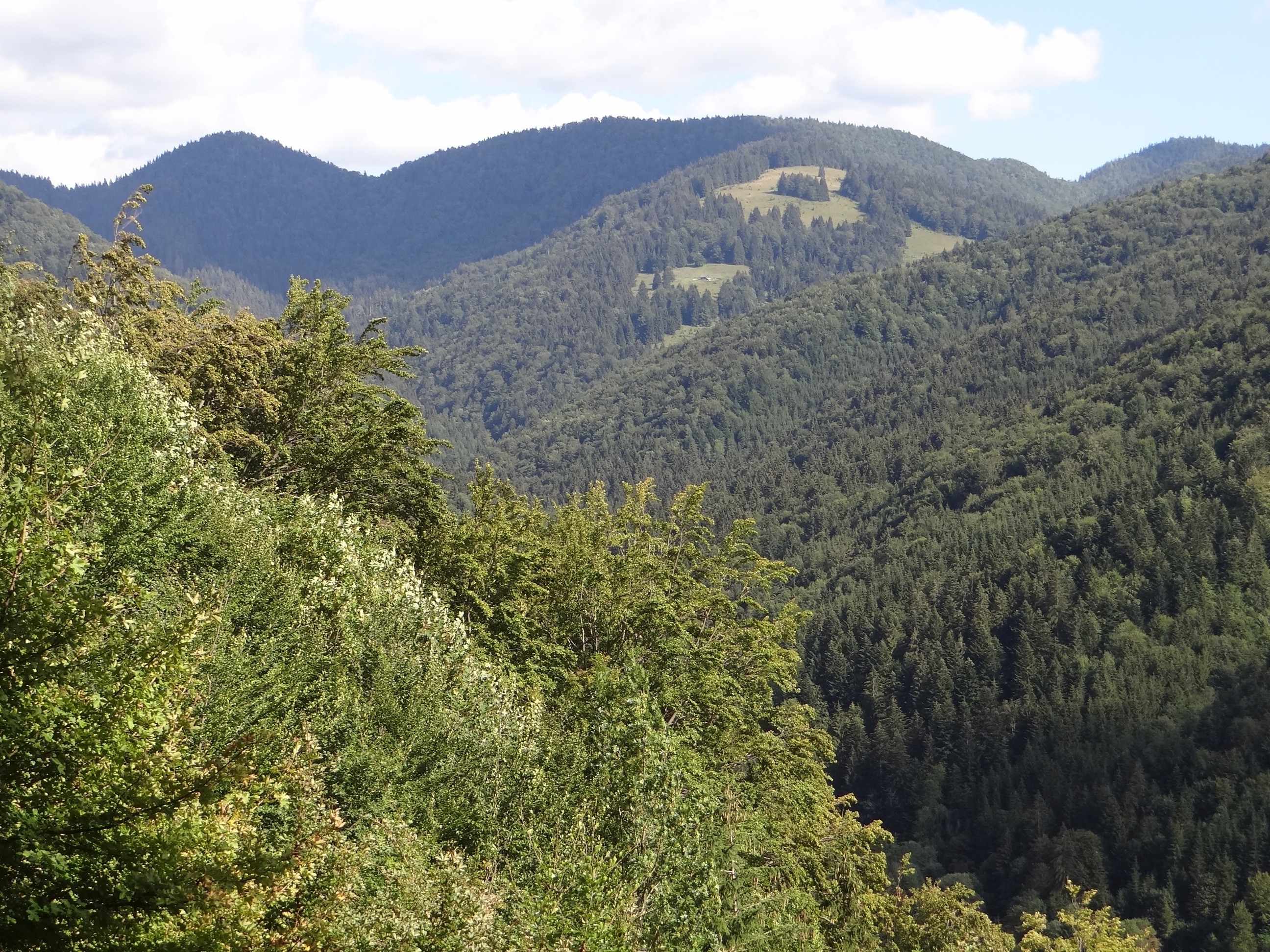
Hornojasenská dolina. Malý Lysec na środku u góry

Malý Lysec (1297 m) – szczyt Wielkiej Fatry w Karpatach Zachodnich na Słowacji.

## Topografia
Położony jest w długim i krętym grzbiecie, którego niepozorny zwornik znajduje się w grzbiecie łączącym szczyty Ploská i Borišov, bliżej tego ostatniego. Grzbiet ten biegnie w kierunku północnym, tworząc lewe zbocza długiej Lubochniańskiej doliny (Ľubochnianska dolina). Kolejno, poczynając od Borišova znajdują się w nim szczyty: Šoproň, Javorina, Štefanová i Malý Lysec, na którym grzbiet rozgałęzia się.
Jest to szczyt dwuwierzchołkowy. Wierzchołek północno-wschodni jest trawiasty, południowo-zachodni porasta las. Również wszystkie stoki są porośnięte lasem. Na wierzchołku południowo-zachodnim od głównego grzbietu tworzącego zbocza Lubochniańskiej doliny odgałęzia się na północny zachód boczny grzbiet oddzielający Belianską dolinę (Belianska dolina) od Hornojasenskiej doliny (Hornojasenská dolina).  Malý Lysec wznosi się więc nad trzema głównymi dolinami. W zbocza Lubochniańskiej doliny wcinają się trzy dolinki będące jej lewymi odnogami: Vyšná Štefanová, Nižná Štefanová i Kornietova dolina.  Ze stoków Malego Lysca wypływa 5 potoków: Šindeľná, Vôdky i trzy dopływy Ľubochnianki.
Północno-zachodnimi zboczami szczytu Malý Lysec biegnie granica Parku Narodowego Mała Fatra. Prawie cały masyw szczytu znajduje się w jego obrębie. Na grzbiecie łączącym Malý Lysec z Jarabiną (Jarabiná) utworzono leśny  rezerwat przyrody Kornietová.

## Turystyka
Obydwoma grzbietami Malego Lysca biegną szlaki turystyczne. Ich skrzyżowanie znajduje się w lesie, na południowo-zachodnim wierzchołku. Masyw porośnięty jest lasem. Dawna hala pasterska znajduje się tylko na południowych, podszczytowych stokach, dzięki czemu z czerwonego szlaku turystycznego w tym miejscu rozciąga się panorama widokowa na południe i wschód.
  odcinek Magistrali Wielkofatrzańskiej: Ľubochňa – Kopa – Tlstý diel – Ľubochianske sedlo – Vyšne Rudno – sedlo Príslop – Chládkové – Kľak – Vyšná Lipová – Jarabina – Malý Lysec – Štefanová – Javorina – Šoproň – Chata pod Borišovom. Suma podejść 2140 m, odległość 24,1 km, czas przejścia 8,40 h, ↓ 8 h.
  Belá – Jasenská dolina – Kašová – chata Lysec – Lysec – Malý Lysec. Suma podejść 1163 m, odległość 12,2 km, czas przejścia 4,40 h, ↓ 4,05 h.